# Jonathan Horton
Jonathan Horton (n. 31 decembrie 1985, Houston, Texas, SUA) este un gimnast artistic ce a reprezentat Statele Unite ale Americii, medaliat olimpic. A participat la 2 ediții ale Jocurilor Olimpice (2008, 2012) în care a câștigat o medalie de argint și o medalie de bronz.